# Antonio Corea
Antonio Corea (in coreano 안토니오 꼬레아?; fl. XVII secolo) è stato uno schiavo coreano che fu portato in Italia tra la fine del XVI e l'inizio del XVII secolo, divenendo uno dei primi coreani, se non il primo in assoluto, a mettere piede su suolo europeo.

## Biografia
Prima della fine del XIX secolo, i coreani ad aver lasciato la penisola di Corea erano stati relativamente pochi, considerando la quasi totale assenza di relazioni internazionali intrattenute con i paesi occidentali dai regnanti coreani. Tuttavia, nel corso delle invasioni della penisola condotte dai giapponesi tra il 1592 e il 1598, diverse decine di migliaia di coreani furono fatti schiavi e deportati in Giappone - con il primo viaggio documentato nell'ottobre 1592 - e da lì condotti in diverse parti del mondo, e prevalentemente dell'Asia, da chi li acquistava.
Antonio Corea, come fu poi fatto battezzare dal suo padrone, fu dunque uno di quei prigionieri che, dopo essere stati catturati nelle suddette invasioni, furono trasportati in catene a Nagasaki. Lì, nel 1597, lui e quattro altri coreani furono comprati da Francesco Carletti, viaggiatore e mercante fiorentino che diverrà noto come il primo viaggiatore ad aver circumnavigato il globo privatamente. Come da lui affermato nei suoi Ragionamento, Carletti liberò quattro di quegli schiavi presso la città di Goa, portando con sé nel suo viaggio di ritorno, iniziato nel 1601 alla volta dell'Italia, solo Antonio Corea.

Nel marzo 1602, Carletti e Corea erano a bordo della nave portoghese St. Iago diretti a Lisbona quando, presso l'isola di Sant'Elena, questa fu attaccata da due navi olandesi. Alla fine della contesa, Carletti fu fatto prigioniero e assieme a Corea, che con uno stratagemma era riuscito ad assicurarsi di essere tratto a bordo della nave nemica, e ad altri prigionieri, fu portato su un'isola nell'arcipelago di Fernando de Noronha. Lì i prigionieri furono liberati ma, invece che rimanere sull'isola e fare vela verso il Brasile, Carletti convinse gli olandesi a riportare lui e il suo servitore coreano in Europa con sé, cosicché, il 7 luglio del 1602, i due arrivarono a Middelburg, nell'odierna provincia olandese della Zelanda, e da lì, il 12 luglio 1606, riuscirono ad arrivare a Firenze.

Le notizie su Corea si fanno da allora piuttosto limitate e poco è noto della sua vita successiva; probabilmente egli fu liberato da Carletti dopo l'arrivo a Firenze, e il mercante fiorentino dice di saperlo a Roma all'epoca della stesura delle sue memorie. 
Nel 1932, lo storico giapponese Masayuki Yamaguchi affermò che i discendenti di Corea si sarebbero stabiliti a Catanzaro, in Calabria, nei primi anni 1620, sulla base del fatto che nel villaggio di Albi, che all'epoca contava circa 2 300 abitanti, più di 500 persone portavano il cognome di Corea (al 2024, 108 famiglie di cognome Corea su 197 presenti in Italia risiedono nella provincia di Catanzaro e, di queste, 12 nel territorio di Albi). Secondo alcuni, sarebbe stato lo stesso Corea a a trasferirsi ad Albi, dove sarebbe morto nel 1626. Il 7 ottobre 1979, il reporter coreano Kim Seong-u scrisse un articolo in cui non solo confermava quanto detto da Yamaguchi, ma aggiungeva che Corea, una volta rientrato in Italia, avrebbe sposato una donna di nome Ita Anunchi. Nel 2004, tuttavia, un altro studioso coreano ha avanzato alcuni dubbi sulle affermazioni precedenti, facendo notare come il cognome "Corea" sia diffuso anche in Spagna, fatto che potrebbe però risalire, come sostengono alcuni, peraltro senza alcuna prova, al fatto che Albi fu per un certo periodo sotto dominazione spagnola.
Va tuttavia detto che la maggior parte degli studiosi di onomastica ritiene che il cognome "Corea" derivi dal vocabolo greco crea, che significa carne, forse ad indicare il mestiere di macellaio, oppure dal vocabolo cheoreos, che indicava un ballerino o un artista.

## Uomo in hanbok

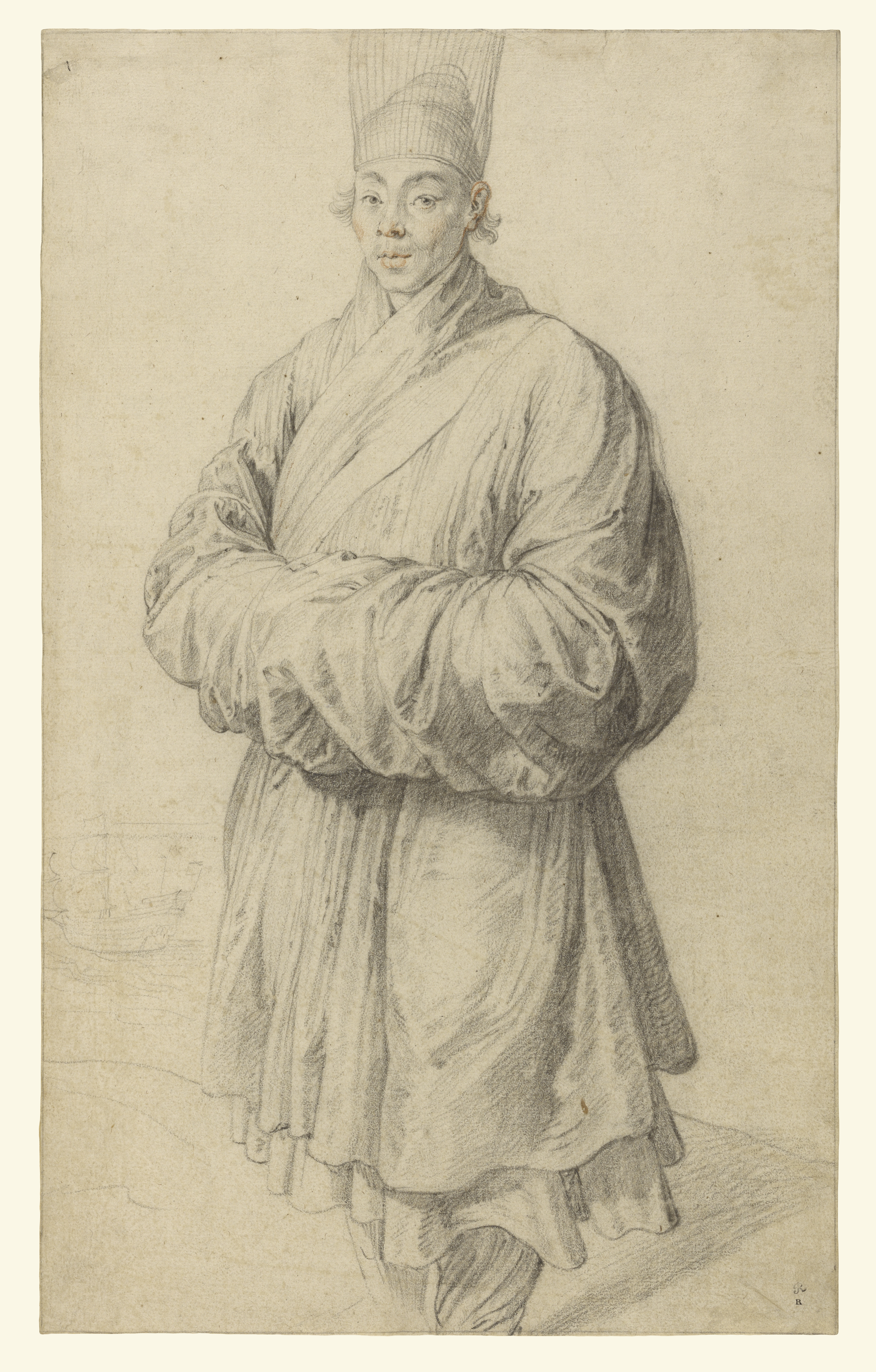
Il disegno soprannominato Uomo in hanbok, realizzato da Rubens attorno al 1617.

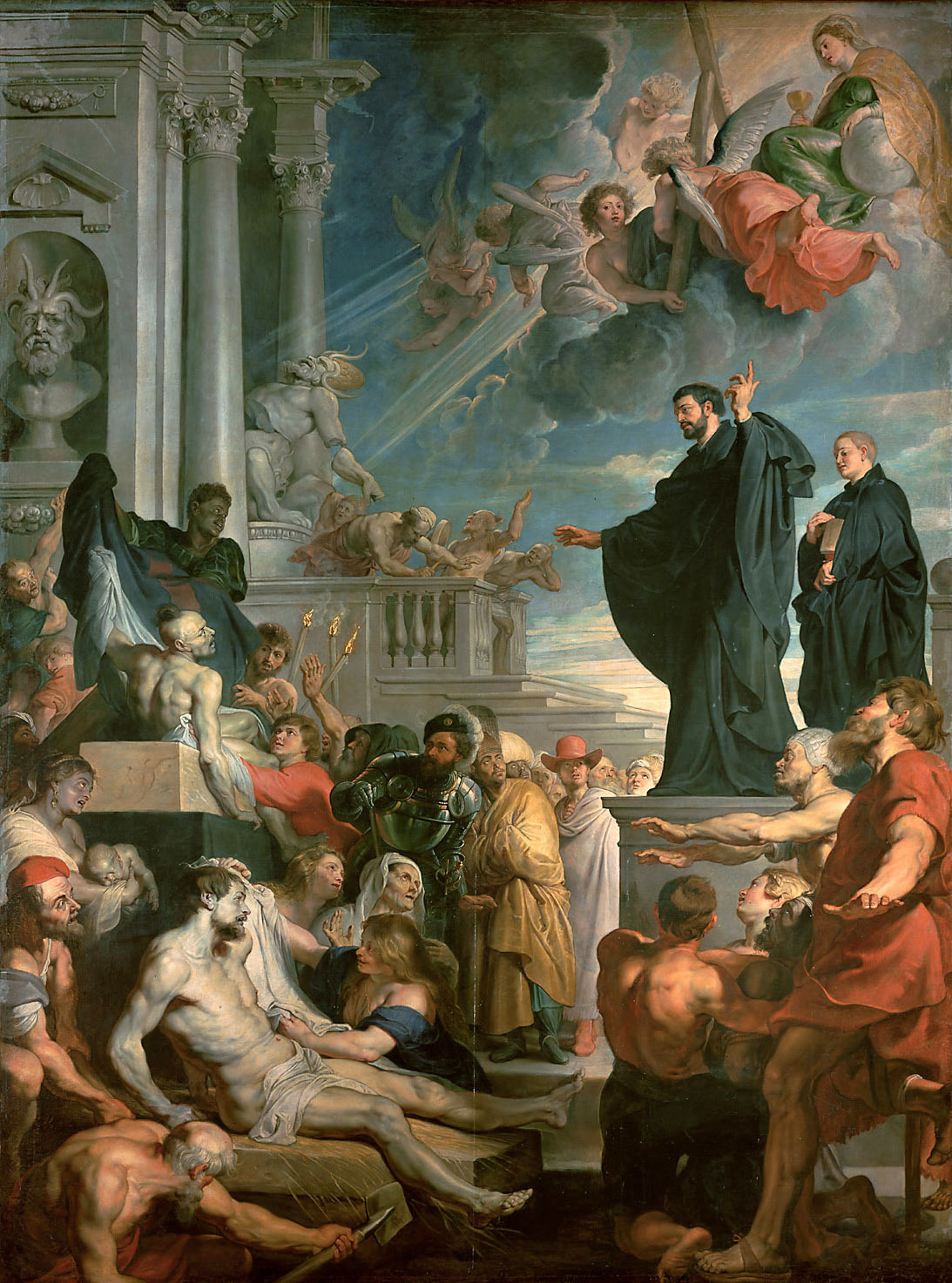
I miracoli di San Francesco Saverio, Rubens, 1618-19. L'uomo in hanbok che appare al centro della parte inferiore del dipinto potrebbe essere stato ispirato da Antonio Corea.

A partire dal 1934, è stata sostenuta l'ipotesi che il soggetto ritratto nel disegno noto come Uomo in hanbok, realizzato dall'artista fiammingo Peter Paul Rubens attorno al 1617, e che sarà poi riportato anche nel capolavoro dell'artista I miracoli di san Francesco Saverio, fosse Antonio Corea. Di fatto, sia l'identità che l'etnia della persona rappresentata nel disegno non sono noti con certezza, tuttavia, alcuni studiosi vi hanno riconosciuto dei tipici abiti coreani dell'epoca, in particolare un hanbok, il che farebbe dell'ignoto soggetto il primo coreano mai ritratto da un artista occidentale.
 
Secondo quanto scritto dall'autore sudcoreano Kwak Cha-seop in un suo libro su Corea del 2004, Rubens e Corea avrebbero potuto essersi incontrati a Roma tra il luglio del 1606 e l'ottobre del 1608, tuttavia le prove di tale incontro sono decisamente scarse. Nel 2016, T. Weststeijn e L. Gesterkamp hanno pubblicato un articolo proponendo una teoria alternativa circa l'identità dell'uomo in hanbok ritratto da Rubens. I due ricercatori hanno infatti rinvenuto in un libro del XVI-XVII secolo un disegno molto simile a quello del famoso pittore fiammingo, accompagnato da uno scritto in cui si afferma che il soggetto ritratto è un mercante cinese chiamato Yppong. Stando alle loro ricerche, tale Yppong avrebbe incontrato alcuni mercanti olandesi in Asia e li avrebbe seguiti nei Paesi Bassi, dove si sarebbe trattenuto per diversi mesi e da dove sarebbe tornato in Cina circa un anno prima dell'arrivo di Corea. Di fatto, secondo i due studiosi, Rubens avrebbe quindi copiato un disegno già esistente, senza probabilmente mai incontrarne il soggetto in carne e ossa.

La ricerca di Weststeijn e Gesterkamp ha trovato diversi sostenitori nel mondo accademico coreano, i quali hanno quindi chiesto ai loro connazionali di non associare più Antonio Corea al ritratto dell'Uomo in hanbok e all'opera I miracoli di San Francesco Saverio.

## Nella cultura di massa
Nel corso dei decenni, la storia di Corea ha catturato l'immaginazione del pubblico sudcoreano, che ne ha fatto un simbolo della diaspora coreana. Sull'uomo e la sua storia sono quindi stati scritti libri e canzoni e un programma televisivo coreano si è persino recato in Calabria per seguirne le tracce, rappresentando Corea come la prima vittima dell'imperialismo giapponese, capostipite di tutti i coreani costretti a lasciare la patria.
Nel 2014, in occasione dei 130 anni di relazioni diplomatiche tra l'Italia e la Corea del Sud, Antonio Corea è stato celebrato anche in Italia, dove diverse persone residenti ad Albi ritengono di essere suoi diretti discendenti.